# Passzív ellenállás
A passzív ellenállás vagy passzív rezisztencia az erőszakmentes ellenállás egy formája. Olyan politikai cselekvésforma, amely a fennálló hatalommal (államszervezettel vagy uralkodóval) való együttműködés elutasításán alapul. E magatartásmodell több síkon jelentkezhet, de egyként jellemzi, hogy az egyének a politikai közéletben tevőlegesen nem vesznek részt (választásoktól való távolmaradás), illetve az állam megszabta kötelességeiknek nem tesznek eleget (sorkatonai szolgálat megtagadása). Bizonyos szempontból passzív ellenállásként értelmezhetőek a hatalmi tendenciák ellenében önmagukat megfogalmazó tömegmozgalmak (békemozgalom, antinukleáris mozgalom), valamint a nagypolitika berkein belül a politikai ellenfelek, vetélytársak tevékenységét megnehezítő érzelmi ellenállás.

## Passzív ellenállás Magyarországon (1849–1867)
Passzív ellenállásnak a történetírás szűkebb értelemben a Magyarországon az 1848–1849-es szabadságharc leverése után, 1849 és 1867 között kialakult, leginkább Deák Ferenc nevéhez köthető politikai mozgalmat nevezi. A birtokos nemesség és értelmiség 1849 előtt a közéletben is szerepet vállaló, majd a szabadságharc és az áprilisi törvények politikai-társadalmi eszméit továbbra is valló tagjai ebben az önkényuralmi, neoabszolutista időszakban önmaguk „belső emigrációba” kényszerítésével, a kormány- és hatósági rendeletek végre nem hajtásával, a politikai-közéleti feladatvállalástól elzárkózva fejezték ki álláspontjukat. Kerülték ugyan a nyílt konfliktust a fennálló államszervezettel és az uralkodóval, de számos módot találtak az államgépezet kijátszására, illetve semmibe vételére: adófizetési kötelezettségüket halogatták, a közmunkákra kirendelt járműveiket visszatartották, az állami monopóliumokat és jövedéki adókat (pl. dohánymonopólium, fogyasztási adó) megkerülték, a törvény elől menekülő honvédokat bújtatták, minden lehetséges fórumon ragaszkodtak a magyar nyelv használatához stb.
A magyar passzív ellenállás nemzetközi hírnévre is szert tett, Dzsaváharlál Nehru indiai miniszterelnök szerint például maga Mahátma Gandhi is hivatkozott rá erőszakmentes politikájának kialakításakor.
Újabban Pap József kutatásai fényében azt állítja, hogy a passzív ellenállás messze nem volt olyan kiterjedt, mint korábban gondolták. Deák Ferenc sem igen javasolta Szőgyény-Marich Lászlónak hogy az ő példáját kövesse, ahogy az 1854. december 14.-én kelt levelében megfigyelhető, neki inkább az együttműködést ajánlotta.